# Campeonato Mundial Interclubes de Basquete de 1985
O Campeonato Mundial Interclubes de Basquete de 1985 teve como sede as cidades de Barcelona e Girona. As equipes participantes foram: Virtus Roma, CSP Limoges, Cibona e Barcelona da Europa; Monte Líbano, CD San Andres, Guantanamo CB e Golden Eagles da NCAA das Américas; CD Maxaquene da África e Northern Consolidated Cement da Ásia.

## Primeira Fase

### Grupo A Barcelona
Primeira Rodada
| CD San Andres | 111–106 | FC Barcelona |
| Guantanamo CB | 78–59   | CD Maxaquene |

Segunda Rodada
| CD San Andres | 108–77 | Guantanamo CB |
| FC Barcelona  | 91–83  | CSP Limoges   |

Terceira Rodada
| CSP Limoges   | 84–68  | Guantanamo CB |
| CD San Andres | 114–65 | CD Maxaquene  |

Quarta Rodada
| CSP Limoges  | 94–49  | CD Maxaquene  |
| FC Barcelona | 107–82 | Guantanamo CB |

Quinta Rodada
| CD San Andres | 98–82  | CSP Limoges  |
| FC Barcelona  | 111–64 | CD Maxaquene |

|    | Equipe        | J | V | D | PM  | PS  | Pontos |
| -- | ------------- | - | - | - | --- | --- | ------ |
| 1. | CD San Andres | 4 | 4 | 0 | 431 | 330 | 8      |
| 2. | FC Barcelona  | 4 | 3 | 1 | 415 | 340 | 7      |
| 3. | CSP Limoges   | 4 | 2 | 2 | 343 | 306 | 6      |
| 4. | Guantanamo CB | 4 | 1 | 3 | 305 | 358 | 5      |
| 5. | CD Maxaquene  | 4 | 0 | 4 | 237 | 397 | 4      |

### Grupo B Girona
Primeira Rodada
| Cibona        | 111–86 | Northern Cement |
| Golden Eagles | 87–76  | Virtus Roma     |

Segunda Rodada
| Golden Eagles | 81–73 | Northern Cement |
| Monte Líbano  | 92–82 | Virtus Roma     |

Terceira Rodada
| Monte Líbano | 78–77 | Northern Cement |
| Cibona       | 81–79 | Golden Eagles   |

Quarta Rodada
| Northern Cement | 98–79 | Virtus Roma  |
| Cibona          | 92–88 | Monte Líbano |

Quinta Rodada
| Monte Líbano | 96–77  | Golden Eagles |
| Virtus Roma  | 101–98 | Cibona        |

|    | Equipe                       | J | V | D | PM  | PS  | Pontos |
| -- | ---------------------------- | - | - | - | --- | --- | ------ |
| 1. | Cibona                       | 4 | 3 | 1 | 382 | 354 | 7      |
| 2. | Monte Líbano                 | 4 | 3 | 1 | 354 | 328 | 7      |
| 3. | Golden Eagles                | 4 | 2 | 2 | 324 | 326 | 6      |
| 4. | Northern Consolidated Cement | 4 | 1 | 3 | 334 | 349 | 5      |
| 5. | Virtus Roma                  | 4 | 1 | 3 | 338 | 375 | 5      |

## Fase Final
|  | Semifinais    | Semifinais   |    |                 | Final           | Final |  |
|  |               |              |    |                 |                 |       |  |
|  | A1-B2         |              |    |                 |                 |       |  |
|  | CD San Andres | 93           |    |                 |                 |       |  |
|  | Monte Líbano  | 95           |    |                 |                 |       |  |
|  |               |              |    |                 |                 |       |  |
|  |               |              |    |                 |                 |       |  |
|  |               |              |    |                 | Monte Líbano    | 89    |  |
|  |               | FC Barcelona | 93 |                 |                 |       |  |
|  |               |              |    |                 |                 |       |  |
|  |               |              |    |                 |                 |       |  |
|  |               |              |    |                 | Terceiro Lugar  |       |  |
|  | A2-B1         | A2-B1        |    | 3º e 4º Lugares | 3º e 4º Lugares |       |  |
|  | Cibona        | 68           |    | CD San Andres   | 82              |       |  |
|  | FC Barcelona  | 76           |    |                 | Cibona          | 109   |  |

| Campeonato Mundial Interclubes de Basquete de 1985 |
| Espanha                                            |
| -------------------------------------------------- |
| FC Barcelona Campeão (1º título)                   |

## Classificação Final
| Posição | Equipe                       | Campanha |
| ------- | ---------------------------- | -------- |
| 1       | FC Barcelona                 | 5-1      |
| 2       | Monte Líbano                 | 4-2      |
| 3       | Cibona                       | 4-2      |
| 4       | CD San Andres                | 4-2      |
| 5       | CSP Limoges                  | 2-2      |
| 6       | Golden Eagles                | 2-2      |
| 7       | Northern Consolidated Cement | 1-3      |
| 8       | Virtus Roma                  | 1-3      |
| 9       | Guantanamo CB                | 1-3      |
| 10      | CD Maxaquene                 | 1-3      |